# Caverna de Escoteino
La caverna de Escoteino  (en griego: σπήλαιο Σκοτεινού/Spilaio Skoteinoú) o cueva Skotino, también conocida como la cueva de Agia Paraskevi (o Agía Parasceví), es una de los más grandes y más impresionantes entre los cientos de cuevas de Creta. Se utilizó como santuario desde el tercer milenio a. C.hasta época romana, cuando fue transformada en un santuario cristiano, una tradición que de cierta forma aún se mantiene, pues por encima de ella hay una capilla dedicada a Santa Parasceva, donde todos los años se realiza una romería el 26 de julio. En la opinión del arqueólogo Paul Faure, la cueva podría haber sido el célebre laberinto de Creta.

## Localización y descripción

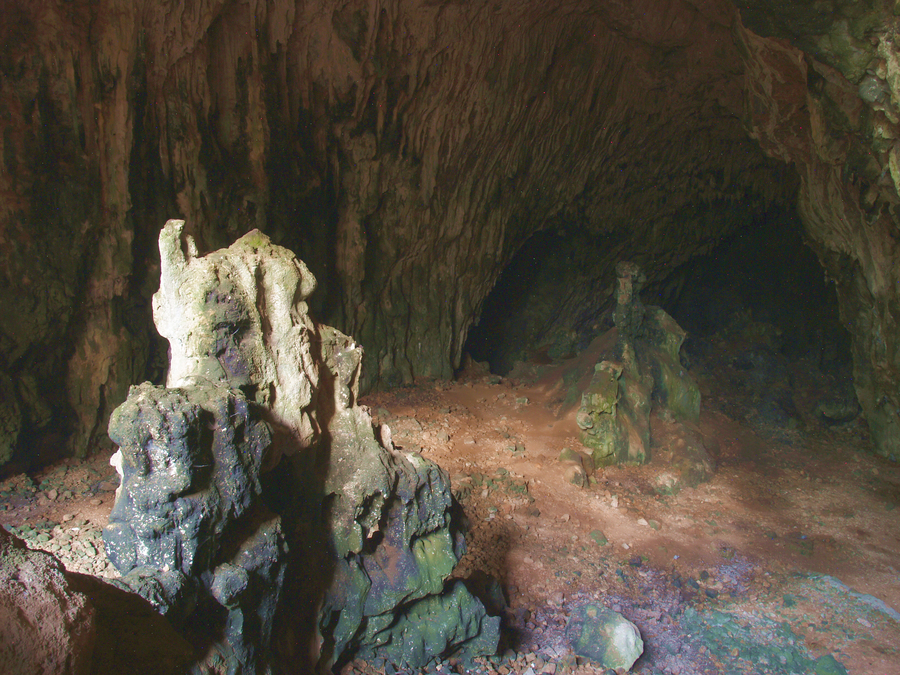
Interior de la caverna.

La cueva está situada en lo alto de una colina, a 225 metros de altitud, al noroeste del pueblo de Escoteino, en la unidad municipal de Gúves y en la unidad periférica de Heraclión. En línea recta se encuentra a 1,2 km de Escoteino, 1,6 km al oeste de la aldea de Gúves y 3,3 km al sur de la costa del mar de Creta (Cató Goúves); las distancias por carretera son, respectivamente, 3,7 km, 6,3 km y 9 km.
La cueva tiene cerca de 2500 m² de superficie, 160 m de profundidad, 36 m de ancho y recorrerla en su totalidad implica un recorrido de 450 metros. Tiene varias formaciones complejas de estalagmitas y estalactitas, algunas recuerdan figuras humanas y de animales. Después de la entrada, hay una cámara principal, llamada Mega Nao, con 130 m de largo por 33 de ancho y 30 de altura. Más abajo y a la derecha hay una profusión de estalactitas, algunas llegan hasta el suelo. Continuando bajando, se encuentra una cámara más pequeña, conocida como «Altar», con 24 m de largo por 8,5 de ancho y 25 de altura, donde se realizaban sacrificios. En el suelo hay drenajes que probablemente eran usados para libaciones y ofrendas a las divinidades del inframundo (sangre, aceite, vino, etc.).
A la izquierda de la primera cámara, hay otra, llamada «Adyton», con 15 por 8 m y 2,3 m de altura, que conduce a la otra entrada. La cámara considerada más espectacular, conocida como la «Sala de Adoración», situada entre el «Altar» y el «Adyton», se sitúa a 50 metros bajo el nivel de la entrada; es abovedada y mide 12 por 12,5 m por 10 a 15 m de altura. En invierno esta cámara queda inundada hasta un tercio de su altura. El acceso es mediante un corredor de 12 m de largo y 2 m de ancho. Más arriba, el llamado «Cuarto de Oraciones» tiene solo 7,5 por 5 metros; tiene innumerables estalactitas y estalagmitas, que forman columnas. También hay otro pequeño espacio, conocido localmente como «La capillita», con 12,5 m de largo y 1,5 a 5 metros de ancho.
La capilla dedicada a Santa Parasceva se sitúa en la parte norte del barranco donde se encuentra la entrada principal. Fue construida durante el período veneciano.

## Excavaciones
Las excavaciones en la cueva fueron realizadas en 1933 por Arthur Evans y John Pendlebury, en 1953 por Paul Faure y en 1962 por Costis Davaras. Los hallazgos indican que el sitio fue utilizado como un santuario del período Minoico medio hasta el período romano, cuando fue transformado en un santuario cristiano. La cueva era un santuario importante dedicado a una divinidad femenina de la fertilidad, presumiblemente Britomartis. Durante las épocas clásicas griega y romana, la diosa de la fertilidad Artemisa o su equivalente Diana sustituyeron a la divinidad minoica.
Entre los hallazgos arqueológicos hay un número considerable de ofrendas votivas en forma de objetos de bronce y de cerámica, una tradición que, cuatro mil años después de su inicio, tiene continuidad en los innumerables exvotos dejados en la capilla por los peregrinos.